# Шаблыкино (Орловская область)
Шаблы́кино — посёлок городского типа в Орловской области России, административный центр Шаблыкинского района. Образует одноимённое муниципальное образование городское поселение Шаблыкино как единственный населённый пункт в его составе.
Площадь — 11,49 га.

Население — 2804 чел. (2023).

## Физико-географическая характеристика
Посёлок Шаблыкино расположен на Среднерусской возвышенности в центре Восточно-Европейской равнины в 68 км к юго-западу от Орла.

### Время
Шаблыкино, как и вся Орловская область, находится в часовой зоне МСК (московское время). Смещение применяемого времени относительно UTC составляет +3:00.

### Климат
Посёлок Шаблыкино удалён от моря и находится в умеренно-континентальном климате (в классификации Кёппена — Dfb), который зависит от северо-западных океанических и восточных континентальных масс воздуха, взаимодействующих между собой и определяющих изменения погоды. Зима умеренно прохладная. Лето неустойчивое.

### Водные ресурсы
Через посёлок протекает река Мох (приток Навли).

## История
По преданию, название населённого пункта связано с фамилией помещика, владевшего угодьями в окрестностях.
В самом конце XVIII века Шаблыкино владели Елизавета и Василий Киреевские. Жили они уединенно. У них был сын Николай. После смерти матери, в августе 1821 года он получил усадьбу Шаблыкино в наследство. Выйдя в отставку Николай Васильевич Киреевский поселился в Шаблыкино.
С 1821 года имение принадлежало русскому писателю, кавалергарду Н. В. Киреевскому, автору книги «Сорок лет постоянной охоты» (1856 год).
В 1827 году после осушительных работ, проведённых по приказу Киреевского на болотистых почвах имения, началось строительство усадебного дома и закладка парка.
Всю оставшуюся жизнь помещик посвятил парку и охоте.
В 1856 году для снятия видов парка он пригласил в имение польского художника Р. К. Жуковского, который больше месяца работал, делая наброски с натуры.
В 1857 году Жуковский выпустил альбом хромолитографий «Виды парка при селе Шаблыкино Орловской губернии в имении Киреевского», в который вошли 15 тоновых литографий с 20 видами.
По состоянию на 1886 год в селе насчитывалось 114 дворов, 685 жителей мужского пола, 730 — женского. В селе имелась православная церковь, построенная на пожертвования Киреевского.
После смерти Киреевского Шаблыкино перешло его наследнику помещику С. В. Блохину.
До революции село входило в Карачевский уезд Орловской губернии.
После Октябрьской революции, в 1919 году, был образован совхоз «Бронь-бригада». В 1925 году совхоз был преобразован в колхоз «Согласие», а в 1929 году вместо колхоза была образована коммуна «Авангард».
Район образован в 1929 году. С 17 июня 1929 года село Шаблыкино в составе Шаблыкинского района находилось в Брянском округе Западной области. 27 сентября 1937 года Шаблыкинский район был переведен в образованную Орловскую область.
Село 4 октября 1941 года было захвачено немцами и освобождено только 13 августа 1943 года.
1 февраля 1963 года Шаблыкинский район был упразднен, а его территория была включена в состав Урицкого сельского района. 3 марта 1964 года Указом Президиума Верховного Совета РСФСР вновь был образован Шаблыкинский сельский район с центром в селе Шаблыкино. 12 января 1965 года был образован Шаблыкинский район (Указ Президиума Верховного Совета РСФСР от 12.01.1965 года № 9-44). 21 декабря 1973 года селу Шаблыкино был присвоен статус рабочего поселка (ПГТ).
8 июля 2005 года рабочий посёлок Шаблыкино был наделён статусом городского поселения.

## Население
| 1939  | 1959  | 1970  | 1979  | 1989  | 2002  | 2009  | 2010  | 2012  |
| ----- | ----- | ----- | ----- | ----- | ----- | ----- | ----- | ----- |
| 1167  | ↗1181 | ↗1826 | ↗3518 | ↗4143 | ↘3900 | ↘3414 | →3414 | ↘3247 |
| 2013  | 2014  | 2015  | 2016  | 2017  | 2018  | 2019  | 2020  | 2021  |
| ↘3144 | ↘3043 | ↘2985 | ↗2989 | ↗3005 | ↘2998 | ↘2929 | ↘2889 | ↗2925 |
| 2023  |       |       |       |       |       |       |       |       |
| ↘2804 |       |       |       |       |       |       |       |       |

Национальный состав
По итогам переписи населения 2020 года проживали следующие национальности (национальности менее 0,1 % и другое, см. в сноске к строке «Другие»):
| Национальность   | Численность, чел. | Доля     |
| ---------------- | ----------------- | -------- |
| Русские          | 2739              | 93,64 %  |
| Украинцы         | 31                | 1,06 %   |
| Таджики          | 20                | 0,68 %   |
| Узбеки           | 12                | 0,41 %   |
| Чеченцы          | 6                 | 0,21 %   |
| Азербайджанцы    | 5                 | 0,17 %   |
| Татары           | 5                 | 0,17 %   |
| Турки-месхетинцы | 3                 | 0,10 %   |
| Молдаване        | 3                 | 0,10 %   |
| Белорусы         | 3                 | 0,10 %   |
| Другие           | 98                | 3,36 %   |
| Итого            | 2925              | 100,00 % |

Конфессиональный состав
Большинство населения считает себя православными. Есть также мусульмане.

## Транспорт
В пгт. Шаблыкино сходятся несколько автомобильных дорог:
- - 54К-18 Горки — Шаблыкино
  - 54К-400 Шаблыкино — Титово (до поворота на Робье)
  - 54К-399 Шаблыкино — Сомово — Рядовичи
  - 54К-404 Шаблыкино — Юшково

В таблице приведены расстояния (до почтамтов) по автодорогам от пгт. Шаблыкино:
| г. Карачев     | 64 км |
| пгт. Хотынец   | 50 км |
| пгт. Нарышкино | 47 км |
| г. Орёл        | 71 км |
| с. Сосково     | 24 км |
| г. Дмитровск   | 70 км |

## Социальная сфера

### Образование
В посёлке находятся детский сад, средняя школа, детская школа искусств, центральная библиотека, районный дом культуры.

### Здравоохранение
Центральная районная больница.

### СМИ
Имеется редакция газеты "Шаблыкинский вестник".

### Культовые сооружения
- Православный храм Покрова Пресвятой Богородицы
- Часовня Георгия Победоносца

## Достопримечательности
В Шаблыкино сохранился памятник природы — усадебный парк Киреевского(основан в 1821 году).